# Batalla de Tijuana
La Batalla de Tijuana se libró los días 8 y 9 de mayo de 1911. Una fuerza de unos 300 filibusteros extranjeros invasores, procedentes de California, Estados Unidos, invadieron y atacaron a las poblaciones de Tijuana, Tecate y Mexicali, para intentar establecer la República de Baja California.
En 1911, Tijuana contaba con unos 733 habitantes. El día 8 de mayo se estima que llegaron a Tijuana unos 300 filibusteros, bien armados y muy bien abastecidos. Para hacerles frente, se organizaron el subprefecto José María Larroque, acompañado de nueve policías; el joven subteniente Miguel Guerrero, de 20 años de edad, al mando de 25 soldados de la Compañía Fija, y un grupo de voluntarios. En total los defensores eran unos 77 hombres con armas pero sin parque suficiente.
El 9 de mayo se libró el combate más sangriento, hasta cuando se dijo: ¡se acabó el parque! Aquellos valientes locales tuvieron que desalojar sus barricadas para ir hacia Ensenada, a presentarse ante el comandante militar y jefe político, coronel Celso Vega, para  solicitar refuerzos. Aquel 9 de mayo, en la ciudad de Tijuana, murieron por la patria, don José María Larroque, Juan Osuna, Clemente Angulo, Pastor Ramos, Miguel Mendoza, Francisco Cuevas, Alfonso Padilla y un voluntario anónimo. Concluido el combate las fuerzas filibusteras izaron el pabellón de las barras y las estrellas.
Transcurrieron 46 días de ocupación, durante los cuales los filibusteros realizaron actos de vandalismo, saqueo de negocios, quema de la plaza de toros y otras edificaciones, destrozos de las oficinas públicas y mucho desorden. Hasta que procedente de Ensenada, el 22 de junio, el coronel Celso Vega llegó a las orillas del pueblo con un ejército formado por las tropas de la Compañía Fija, reforzada con voluntarios de Ensenada, nativos de Tijuana, residentes mexicanos en San Diego y Los Ángeles y elementos del Octavo Batallón procedente de Sinaloa.
Por las lomas de Agua Caliente se entabló un definitivo combate con los invasores y se venció y expulso a todos los invasores, mientras todos los estadounidenses que sobrevivieron fueron entregados al ejército estadounidense. Así concluyó la invasión filibustera.
Por todos estos hechos, tanto durante la defensa y derrota de Tijuana los días 8 y 9 de mayo de 1911 como durante la toma de la ciudad el día 22 de junio del mismo año, y consecuente expulsión del ejército invasor, el 22 de junio de 2011, Tijuana es finalmente declarada como Ciudad Heroica.